# Suttons Bay (Michigan)
Suttons Bay – wieś w Stanach Zjednoczonych, w stanie Michigan, w hrabstwie Leelanau.